# Bedi
Bedi è una suddivisione dell'India, classificata come census town, di 18.771 abitanti, situata nel distretto di Jamnagar, nello stato federato del Gujarat. In base al numero di abitanti la città rientra nella classe IV (da 10.000 a 19.999 persone).

## Geografia fisica
La città è situata a 22° 30' 0 N e 70° 2' 60 E e ha un'altitudine di 6 m s.l.m..

## Società

### Evoluzione demografica
Al censimento del 2001 la popolazione di Bedi assommava a 18.771 persone, delle quali 9.591 maschi e 9.180 femmine. I bambini di età inferiore o uguale ai sei anni assommavano a 3.386, dei quali 1.790 maschi e 1.596 femmine. Infine, coloro che erano in grado di saper almeno leggere e scrivere erano 6.179, dei quali 4.483 maschi e 1.696 femmine.